# Nicolo I Gattiluso
Nicolo I Gattiluso fou un patrici genovès que va participar en les ordres de son germà Francesc I Gattiluso en les lluites que van permetre a Joan V Paleòleg ser emperador (1354).
El 1386 Enos es va sotmetre voluntàriament als Gattiluso i la senyoria fou confiada a Nicolo I que la va conservar fins a la seva mort el 1409. No se li coneix ni dona ni fills i el va succeir el seu nebot Palamede I Gattiluso (fill de Francesc II Gattiluso i net de Francesc I Gattiluso)